# Gothaer Vertrag
Der Gothaer Vertrag wurde am 15. Juli 1851 in Gotha zwischen 17 der deutschen Staaten geschlossen, um eingehende Bestimmungen darüber zu treffen, welche heimatlose Personen ein Staat auf Verlangen eines anderen zu übernehmen verpflichtet ist und unter welchen Voraussetzungen dies zu erfolgen hat.
Im Wesentlichen wurde die Frage der Übernahmepflicht in der Weise geregelt, dass jeder Staat seine Angehörigen übernehmen muss, auch wenn sie nach seiner Gesetzgebung bereits ihre Staatsangehörigkeit verloren haben. Diesen sind gleichgestellt solche Personen, die zwar niemals dessen Angehörige gewesen sind, aber sich längere Zeit dort aufgehalten haben oder dort geheiratet oder dort geboren sind. 
Die Bestimmungen des Gothaer Vertrags wurden durch das Schlussprotokoll der Eisenacher Konferenz vom 25. April 1854 und durch das Schluss- und Separatprotokoll einer weiteren Eisenacher Konferenz vom 29. Juli 1858 erläutert und ergänzt. Der durch den Gothaer Vertrag geschaffene Rechtszustand hatte durch das Freizügigkeitsgesetz vom 1. November 1867 und durch das Gesetz über den Unterstützungswohnsitz vom 6. Juni 1870 einschneidende Veränderungen erfahren. Er wurde dann nur in Bayern und Elsaß-Lothringen angewandt, die beide das Gesetz über den Unterstützungswohnsitz nicht eingeführt hatten. 